# Sargans
Sargans és un municipi del cantó de Sankt Gallen (Suïssa), cap del districte de Sarganserland.